# Harpinia pacifica
Harpinia pacifica är en kräftdjursart. Harpinia pacifica ingår i släktet Harpinia och familjen Phoxocephalidae. Inga underarter finns listade i Catalogue of Life.